# ГСМ-710
Электрический автомат ГСМ-710 — многозарядный электромеханический распылитель отравляющих веществ раздражающего действия, разработанный в середине 1990-х годов конструкторами московского промышленного концерна «Айсберг» для сотрудников Министерства внутренних дел. 

## Описание
Внешне оружие напоминает небольшой пистолет-пулемёт, однако в пистолетной рукоятке находится не магазин, а источник питания (батарейка «Крона»), тогда как магазин перенесён в казённую часть ствола, на место патронника. В ней в три ряда, до́нцами вниз, установлены 24 заряда с порошковым ОВ. При выстреле на капсюли зарядов поочерёдно подаются электрические импульсы от батареи, в результате чего порошок мгновенно испаряется и газ под большим давлением покидает ствол оружия.
Оружие оснащено электронным блоком управления с указателем расхода боеприпасов, возможностью переключения режима стрельбы и её темпа.